# Billel Bouldieb
 (janvier 2020).
Si vous disposez d'ouvrages ou d'articles de référence ou si vous connaissez des sites web de qualité traitant du thème abordé ici, merci de compléter l'article en donnant les références utiles à sa vérifiabilité et en les liant à la section « Notes et références ».
Billel Bouldieb est un footballeur algérien né le 13 novembre 1988 à Mila. Il évolue au poste de défenseur central au MO Béjaïa.

## Palmarès
- Accession en Ligue 1 en 2011 avec le CA Batna.
- Accession en Ligue 1 en 2015 avec le DRB Tadjenanet.
- Accession en Ligue 1 en 2017 avec l'US Biskra.
- Accession en Ligue 1 en 2018 avec le MO Béjaïa.